# 伍德米爾 (紐約州)
伍德米爾（英語：Woodmere）是位於美國紐約州拿騷縣的普查規定居民點。

## 人口
根據2020年美國人口普查的數據，伍德米爾的面積為7.30平方千米，當中陸地面積為6.70平方千米，而水域面積為0.60平方千米。當地共有人口18669人，而人口密度為每平方千米2,557.4人。